# 豊中市立豊島西小学校
豊中市立豊島西小学校（とよなかしりつ てしまにししょうがっこう）は、大阪府豊中市上津島三丁目にある公立小学校。校区の一部（利倉西）は猪名川西岸に及び、兵庫県尼崎市と隣接する（猪名川自体も府県境）。

## 沿革
- 1967年4月5日 - 豊島小学校から分立して設置。豊中市下の小学校では24番目。校舎が未完だったため、当初は豊島小学校で授業が行われた。
- 1967年9月28日 - 開校式挙行。
- 1970年3月12日 - 校歌制定。
- 1970年5月25日 - プール竣工。
- 2005年 - 小学生クラス対抗30人31脚 全国大会に6年生が出場。

## 通学区域
- 豊中市 今在家町、上津島1丁目-3丁目、利倉1丁目-3丁目、利倉西1丁目-2丁目、原田南1丁目-2丁目、名神口1丁目、原田西町（原田・伊丹線以南）[1]。

卒業生は基本的に豊中市立第一中学校に進学する。

## 交通
- 阪急バス 大阪梅田駅・庄内駅前・園田駅から乗車、上津島バス停下車。
- 阪神高速11号池田線 豊中南出入口。
- 阪急神戸線 園田駅 北東へ約1.8km。
- 阪急宝塚線 服部天神駅 南西へ約2km。

## 著名な出身者
- 前田妃奈（ヴァイオリニスト）[2]